# Chacochachalaca
De chacochachalaca (Ortalis canicollis) is een vogel uit de familie sjakohoenders en hokko's (Cracidae). De wetenschappelijke naam van de soort is voor het eerst geldig gepubliceerd in 1830 door Wagler.

## Voorkomen
De soort komt voor in het midden van Zuid-Amerika en telt 2 ondersoorten:
- O. c. canicollis: oostelijk Bolivia, westelijk Paraguay en noordelijk Argentinië.
- O. c. pantanalensis: oostelijk Paraguay en zuidwestelijk Brazilië.

## Beschermingsstatus
Op de Rode Lijst van de IUCN heeft de soort de status veilig.